# Hiptage detergens
Hiptage detergens är en tvåhjärtbladig växtart som beskrevs av William Grant Craib. Hiptage detergens ingår i släktet Hiptage och familjen Malpighiaceae. Inga underarter finns listade i Catalogue of Life.